# 沃森维尔 (加利福尼亚州)
沃森维尔（英語：Watsonville），是美国加利福尼亚州聖塔克魯茲縣下属的一座城市。建市于1868年3月30日，面积大约为6.69平方英里（17.3平方公里）。根据2010年美国人口普查，该市有人口51,199人。